# Louis Leakey
Louis Seymour Bazett Leakey (7 august 1903 – 1 octombrie 1972) a fost un antropolog, arheolog, paleoantropolog și paleontolog kenian, de origine britanică, ale cărui contribuții, descoperiri, teze și promovări de noi talente la teza evoluției umane, având ca „leagăn al omenirii” — Africa, au fost esențiale. Munca sa s-a bazat pe numeroase descoperiri de strămoși ai omului, mai ales în zona celebrului Olduvai Gorge, dar și în alte situri, mai mult sau mai puțin cunoscute. 
A fost acompaniat, pentru o bună parte din viața sa profesională și personală de a doua soție a sa, Mary Leakey, de asemenea paleantropolog și arheolog. Oricum, drumurile lor profesionale, personale și relaționale s-au despărțit în 1968, când Louis a refuzat (mai ales pe motive de apartheid) un titlu doctoral onorific atribuit de Universitatea Witwatersrand din Johannesburg, dar Mary l-a acceptat.
Stabilind o teză și un program de demonstrat al paleoantropologiei moderne, Louis Leakey a fost nu numai un deschizător de drumuri, dar și  motiv de inspirație pentru viitoare generații de arheologi, paleontologi și primatologi, dar și un puternic susținător al tinerilor cercetători dornici de a studia primatele în mediul lor natural. Mai mulți membri ai familiei sale au devenit oameni de știință proeminenți în domeniile conexe menționate.

## Biografie

### Primii ani
Părinții lui Louis, Harry (1868–1940) și Mary (May) Bazett Leakey (decedată în 1948), au fost misionari  anglicani în (Africa de est britanică — British East Africa, Kenia de azi). Harry fusese fiul lui James Shirley Leakey (1824–1871), la rândul său unul din cei 11 copii ai pictorului portretist James Leakey. Harry Leakey  a fost trimis de către societatea evanghelică Church Mission Society, pentru evanghelizarea localnicilor, mai exact printre oamenii tribului Kikuyu la Kabete, localitate dintr-o regiune nordică a Keniei, raportată la Nairobi. 
Tot ceea ce avea misionariatul de atunci consta dintr-o colibă și două corturi. Prima „cameră” a lui Louis avea podea de pământ, un tavan prin care curgea apa de ploaie și un fel de pereți de cârpici și pături. Louis „împărțea” camera sa cu diverse rozătoare și insecte și nu avea vreun sistem de încălzire, cu excepția unei sobițe primitive cu cărbuni. De-a lungul timpului, locuința familiei a fost îmbunătățită cât de cît. 
Misiunea, care era centru activității părinților lui Leakey, a transformat unul din corturi într-o clinică, iar celălalt într-un embrion de școală pentru fete. În același timp, Harry lucra la traducerea Bibliei în limba gikuyu.

## Trimatele - The Trimates
Una dintre cele mai mari contribuții ale lui Louis Leakly în viitorul studiului primatelor a fost teza sa, potrivit cărei maimuțele superioare (sau primate) trebuie studiate în mediul lor natural, întrucât Louis a fost primul care a înțeles, argumentat, scris și documentat că acest studiu complex este cheia înțelegeri evoluției omului. 
Personal a ales trei cercetătoare femei, Jane Goodall, Dian Fossey și Birutė Galdikas(Biruté sau Birute Galdikas sunt ortografii incorecte), numindu-le Trimatele (în original, The Trimates), ca o dublă referire la cele trei specii de primate (cimpanzeii, gorilele și urangutanii), dar și a faptului că Leakly considera femeile mult mai potrivite decât bărbați în studiul profund al primatelor, instictul matern fiind una din atribuțiile esențiale ale unui primatolog de valoare. Fiecare din cele trei cercetătoare, Goodall, Fossey și Galdikas, au devenit primatologi de vârf, studiind profund, intensiv și extensiv, în mediul lor natural, cimpanzeii, gorilele și urangutanii. 
Datorită viziunii sale extraordinare a viitorului antropologiei, paleoantropologiei și primatologiei, Louis Leakey nu numai că a deschis multiple drumuri de studiu al evoluției omului, dar a și încurajat cercetători, precum Trimatele, dar și numeroși alți primatologi și antropologi dintre candidații la teze de doctorat, cel mai notabili fiind studenții de la Universitatea Cambridge, propria sa Alma Mater.